# Liste des évêques de Stockton
La liste des évêques de Stockton recense les noms des évêques qui se sont succédé sur le siège épiscopal de Stockton, en Californie, depuis la création du diocèse de Stockton (en) (Dioecesis Stocktoniensis) le 13 janvier 1962 par détachement du diocèse de Sacramento (en) et de l'archidiocèse de San Francisco. 

## Sont évêques
- 27 janvier 1962-22 août 1969 : Hugh Donohoe (Hugh Aloysius Donohoe)
- 12 novembre 1969-4 septembre 1979 : Merlin Guilfoyle (Merlin Joseph Guilfoyle)
- 15 février 1980-16 juillet 1985 : Roger Mahony (Roger Michaël Mahony)
- 17 décembre 1985-18 janvier 1999 : Donald Montrose (Donald William Montrose)
- 18 janvier 1999-23 janvier 2018 : Stephen Blaire (Stephen Edward Blaire)
- depuis le 23 janvier 2018 : Myron Cotta (Myron Joseph Cotta)

## Sources
- (en) Fiche du diocèse sur Catholic-hierarchy.org